# 1790 en architecture
| Années de l'architecture : 1787 - 1788 - 1789 - 1790 - 1791 - 1792 - 1793    |
| Décennies de l'architecture : 1760 - 1770 - 1780 - 1790 - 1800 - 1810 - 1820 |

Cet article présente les faits marquants de l'année 1790 en architecture.

## Réalisations
- Début de la construction du Mantalagyi (Grand Stûpa Royal) à Mingun, en Birmanie, par le roi Bodawpaya. Quoiqu'inachevé, c'est encore aujourd'hui la plus grosse structure de briques du monde (plus de 100 millions de briques).

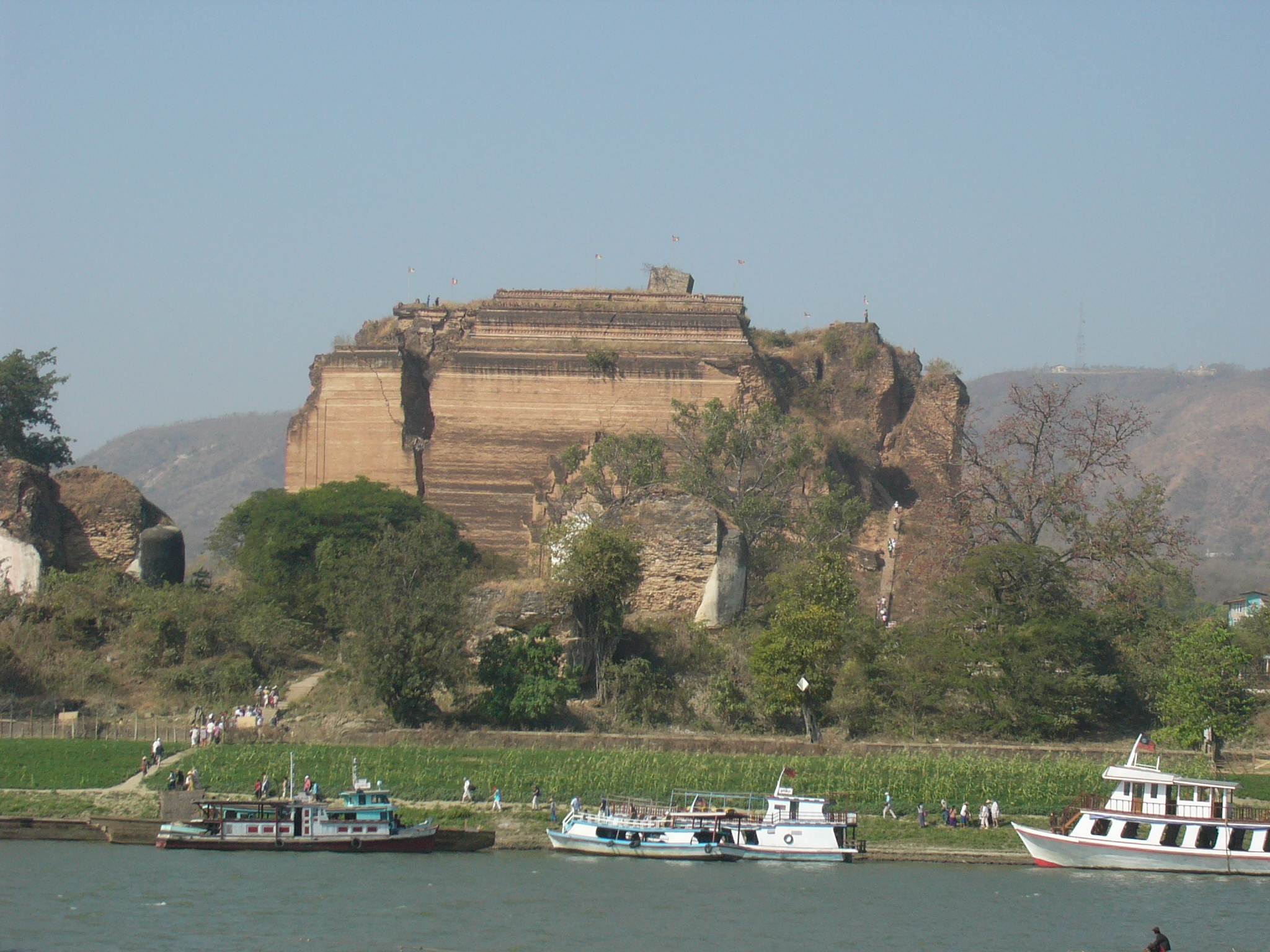
Le Mantalagyi.

## Événements
- x

## Récompenses
- Prix de Rome : Claude-Mathieu Lagardette.

## Naissances
- Martin-Pierre Gauthier († 1855).

## Décès
- x